# Индекс резистентности

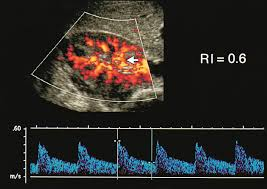
Нормальный индекс резистентности у 25-летней женщины. Color Doppler sonogram is used to identify interlobar artery (arrow); waveform is maximized using lowest pulse repetition frequency possible.

Индекс резистентности (ИР; англ. RI, resistance/resistive index или индекс Пурсело англ. Pourcelot Resistive Index) — отражает разницу между фазами сердечного цикла (систолой и диастолой). Чем выше индекс, тем больше разница. Используется для оценки сосудистой гемодинамики.

## Расчет
Формула, используемая для расчета индекса резистентности:
{\displaystyle RI={\frac {v_{systole}-v_{diastole}}{v_{systole}}}}
Где:
RI — Индекс резистентности

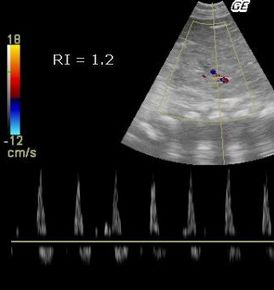
Спектр кровотока почечной артерии при импульсно-волновой допплерографии у грудного ребенка с анурией (отсутствие мочи, острая почечная недостаточность) находящегося на гемодиализе («искусственная почка»), индекс резистентности 1.2.

Vsystole — пиковая систолическая линейная скорость кровотока или Vмакс(англ. Vmax, Vs, Vps, PSV — peak systolic velocity) — то есть максимальная скорость;
Vdiastole — конечная диастолическая скорость кровотока(англ. Ved или EDV — end diastolic velocity)

## Описание
| Индекс сопротивления | Описание                                                    |
| -------------------- | ----------------------------------------------------------- |
| 0                    | Непрерывный ток крови                                       |
| 1                    | Систолический кровоток, диастолический кровоток отсутствует |
| >1                   | Обратный ток крови во время диастолы                        |

Индекс резистентности зависит не только от сопротивления сосудов, а также от сочетания сосудистого сопротивления и податливости сосудов.
Нормальное значение индекса резистентности для почечных артерий для взрослого 0.6-0.7 с верхним пределом нормы. У детей индекс резистентности обычно превышает 0,7 от 12 месяцев до года и может оставаться выше 0,7 от 1 года до 4 лет.